# Atepa
Atepa là một chi bướm đêm thuộc họ Tortricidae.

## Các loài
- Atepa colaptes Razowski, 1992
- Atepa cordobana Razowski, 1992
- Atepa sinaloana Razowski, 1992
- Atepa triplagata (Walsingham, 1914)